# Équipe d'Angleterre masculine de basket-ball
Maillots
Actualités
L'équipe d'Angleterre de basket-ball représente la Fédération anglaise de basket-ball lors des compétitions internationales, notamment aux Jeux olympiques d'été, aux championnats du monde et aux championnats d'Europe.

## Historique
Elle a été remplacée par l’équipe de Grande-Bretagne, surnommée Team GB, depuis le 1er décembre 2005, représentant la Grande-Bretagne lors des compétitions internationales de basket-ball. Elle a été créée par les fédérations nationales d’Angleterre, d’Écosse et du Pays de Galles afin de se doter d’une équipe plus compétitive.

## Parcours aux Jeux olympiques
- 1936 : Non qualifiée
- 1948 : Non qualifiée
- 1952 : Non qualifiée
- 1956 : Non qualifiée
- 1960 : Non qualifiée
- 1964 : Non qualifiée
- 1968 : Non qualifiée
- 1972 : Non qualifiée
- 1976 : Non qualifiée
- 1980 : Non qualifiée
- 1984 : Non qualifiée
- 1988 : Non qualifiée
- 1992 : Non qualifiée
- 1996 : Non qualifiée
- 2000 : Non qualifiée
- 2004 : Non qualifiée

## Parcours aux Championnats du Monde
- 1950 : Non qualifiée
- 1954 : Non qualifiée
- 1959 : Non qualifiée
- 1963 : Non qualifiée
- 1967 : Non qualifiée
- 1970 : Non qualifiée
- 1974 : Non qualifiée
- 1978 : Non qualifiée
- 1982 : Non qualifiée
- 1986 : Non qualifiée
- 1990 : Non qualifiée
- 1994 : Non qualifiée
- 1998 : Non qualifiée
- 2002 : Non qualifiée

## Parcours en Championnat d'Europe
Voici le parcours  en Championnat d'Europe :
- 1935 : Non qualifiée
- 1937 : Non qualifiée
- 1939 : Non qualifiée
- 1946 : 10e
- 1947 : Non qualifiée
- 1949 : Non qualifiée
- 1951 : Non qualifiée
- 1953 : Non qualifiée
- 1955 : 12e
- 1957 : Non qualifiée
- 1959 : Non qualifiée
- 1961 : 19e
- 1963 : Non qualifiée
- 1965 : Non qualifiée
- 1967 : Non qualifiée
- 1969 : Non qualifiée
- 1971 : Non qualifiée
- 1973 : Non qualifiée
- 1975 : Non qualifiée
- 1977 : Non qualifiée
- 1979 : Non qualifiée
- 1981 : 12e
- 1983 : Non qualifiée
- 1985 : Non qualifiée
- 1987 : Non qualifiée
- 1989 : Non qualifiée
- 1991 : Non qualifiée
- 1993 : Non qualifiée
- 1995 : Non qualifiée
- 1997 : Non qualifiée
- 1999 : Non qualifiée
- 2001 : Non qualifiée
- 2003 : Non qualifiée
- 2005 : Non qualifiée

## Effectif actuel
| Numéro | Joueur          | Poste | Naissance         | Taille | Club 2018-2019  |
| ------ | --------------- | ----- | ----------------- | ------ | --------------- |
| 6      | Luke Nelson     | 1     | 29 juin 1995      | 1,91 m | CB Gran Canaria |
|        | Ashley Hamilton | 3     | 28 septembre 1988 | 2,01 m | Básquet Coruña  |

## Joueurs célèbres
- John Amaechi
- Julius Joseph
- Steve Bucknall
- Tony Dorsey
- Andrew Bridge
- Ben Gordon
- Luol Deng
- Joel Freeland
- Pops Mensah-Bonsu
- Kieron Achara
- Daniel Mark Clark
- Gabriel Olaseni
- Andrew Lawrence
- OG Anunoby

## Entraîneurs célèbres
- Victor Ambler
- Peter Scantlebury